# Raynans
Raynans is een gemeente in het Franse departement Doubs (regio Bourgogne-Franche-Comté) en telt 295 inwoners (2004). De plaats maakt deel uit van het arrondissement Montbéliard.

## Geografie
De oppervlakte van Raynans bedraagt 4,1 km², de bevolkingsdichtheid is 72,0 inwoners per km².
De onderstaande kaart toont de ligging van Raynans met de belangrijkste infrastructuur en aangrenzende gemeenten.

## Demografie
Onderstaande figuur toont het verloop van het inwonertal (bron: INSEE-tellingen).